# Жек
«Жек» (англ. Zhek) — неизданный фантастический роман Энди Вейера. Роман был начат после успеха «Марсианина» и должен был стать большой серией книг в жанре «космическая опера» без особого уклона в сторону научной составляющей, которой так выделялся «Марсианин». В романе «Жек» должны были присутствовать обычные для космической оперы детали, такие, как инопланетяне, телепатия и путешествия со скоростью, превышающей скорость света. Он должен был выйти в продажу в 2016 году, но был отвергнут автором, который, вернувшись к научной фантастике, написал «Артемиду». Ряд идей и героев, присутствовавших в романе «Жек», нашли свою реализацию в последующих произведениях автора.

## Создание
После успеха своего первого романа «Марсианин», увидевшего свет в виде отдельной книги в 2011 году, Энди Вейер начал работу над новой книгой. В декабре 2014 года стало известно, что новый роман должен выйти в печать в 2016 году. В интервью, данном редактору газеты Bulgaria Today Огняну Георгиеву (Ognian Georgiev), Энди Вейер указал крайним сроком написания 1 августа 2015 года и предположил издание в начале или середине 2016 года. В интервью, данном журналу «Мир фантастики» в октябре 2015 года, Энди Вейер сказал, что у него подписан контракт на издание бумажной версии романа. Американское интернет-издание The Tracking Board в октябре 2015 года объявило, что вокруг будущего обладания правами на теле- и кино-постановки ведётся борьба, которую Джош Лайонс (Josh Lyons) назвала «астрономический ажиотаж на теле- и кинорынке». Интересы Энди Вейера представляло литературное агентство Launchbooks Literary Agency и его литературный агент Дэвид Фьюгейт (David Fugate). Правами на экранизацию занималось агентство Creative Artists Agency и его представитель Джон Кассир (Jon Cassir).
В декабре 2015 года в интервью журналу Lightspeedmagazine.com Энди Вейер озвучил предварительное название нового романа: «Жек» (Zhek). При этом он отметил, что это не окончательное название и при издании оно может измениться.
Однако в декабре 2017 года стало известно, что Вейер перестал работать над версией «Жек», отдав предпочтение роману о приключениях на Луне, будущей «Артемиде».
Написав текст объёмом в 75 000 слов, Энди Вейер отказался от реализации замысла:
Я понял: здесь есть проблема, эта история отстой.Оригинальный текст (англ.)I realized, oh, there’s a problem here, this story sucks.
Весь созданный текстовый материал составлял только первую книгу, и автор пришёл к выводу, что никто не будет читать такое большое произведение.
По мнению автора, в неудавшемся романе получались неинтересные персонажи, сюжетные линии не могли состыковаться и вообще «книга не работала». Энди Вейер обратился к своему литературному агенту и пообещал через год предоставить новый роман вместо «Жек». Новым романом оказалась «Артемида».
В интервью, данном в 2017 году журналу «Мир фантастики», Энди Вейер сказал, что не планирует возвращаться к «Жек», но «там есть пара стоящих идей, которые я, может быть, использую в будущих книгах».

## Сюжет романа
Главный герой, судья высшей бейсбольной лиги, устанавливает контакт с инопланетянкой через удивительно яркие сны. Инопланетянка предупреждает его о надвигающемся вторжении вражеской инопланетной расы по имени Жек. Несмотря на сомнение главного героя по поводу реальности установленного контакта, инопланетянки и её предупреждения, Жек действительно появляются на Земле.
«Жек» представлял неудачную попытку Энди Вейера отказаться от твёрдой научной фантастики и перейти к жанру космической оперы. Роман должен был стать самым большим произведением Энди Вейера. По задумке автора, это должен был быть эпос, рассчитанный на несколько книг. Предполагалось, что «Жек» станет менее научным и более фантастическим произведением, чем «Марсианин». В своём профиле на Goodreads Вейер писал, что новый роман будет менее техническим. В нём должны были присутствовать традиционные для таких книг детали: инопланетяне, телепатия и путешествия со скоростью, превышающей скорость света. В 2015 году, комментируя отказ от «Жек» в пользу «Артемиды», Вейер отмечал, что «Артемида» имеет важное преимущество: это строго научно-фантастический роман.
Несмотря на отход от научной составляющей, Энди Вейер остался верен себе и для ключевых допущений разрабатывал теоретические обоснования. К примеру, для космических кораблей, движущихся быстрее света, автор продумал физическую модель, которая не существует в реальном мире, но не имеет внутренних противоречий. В интервью журналу «Популярная механика» он описал этот процесс:
Это позволяет путешествовать быстрее света, но это не противоречит никакой реальной физике. И это внутренне согласуется с самим собой. Так что никаких противоречий не существует до тех пор, пока вы принимаете эту концепцию.Оригинальный текст (англ.)It allows faster than light travel, but it's not in conflict with any real physics. And it is internally consistent with itself. So there are no laws as long as you accept the concept of it.
Важной частью «Жек» была идея вещества, называемое «чёрной материей», которое может поглощать электромагнитное излучение и используется для создания энергоёмкого топлива для межзвёздных космических кораблей.

## Влияние на творчество автора
Неудовлетворённость результатом космической оперы «Жек» подтолкнула Энди Вейера написать твёрдый научно-фантастический роман «Артемида», который основывается на современных моменту издания технологиях и достижениях человечества.
Некоторые идеи, опробованные в «Жек», были использованы в романе «Проект „Аве Мария“». Сам Энди Вейер сформулировал это так:
Вы знаете, «Жек» не работал, но там были определенные элементы, маленькие блестящие кусочки, которые были действительно превосходными.Оригинальный текст (англ.)You know, Zhek didn't work, but there were certain elements, little shiny bits in there that were really solid.
Одним важных героев, взятых из «Жек», стала Ева Стратт (Eva Stratt) — безжалостный чиновник, готовая жертвовать отдельными людьми ради спасения человечества, и обладающий огромными скрытыми полномочиями для достижения общей цели. Героиня «Жек» очень понравилась Энди Вейеру, ему понравилось создавать образ этой героини, и по его мнению, сцены, в которых она присутствовала, были очень интересными и неотразимыми.
Идея «чёрной материи» превратилась в «астрофагов» — своеобразных одноклеточных водорослей, питающихся электромагнитным излучением и запасающих огромное количество энергии. Так же из «Жек» перекочевала идея использования «чёрной материи» в качестве топлива, только в «Проекте „Аве Мария“» топливом стали «астрофаги».
После провальной работы над произведением «Жек» Энди Вейер решил писать более реалистичные и научно обоснованные произведения. Кроме того, он решил отказаться от реализации историй, требующих многотомного издания.
Придерживаясь настоящей науки и настоящей физики, я получаю сюжеты, о которых никогда бы не подумал.Оригинальный текст (англ.)By sticking to real science and real physics, I have plots presented to me that I would never think of.